# The Film
The Film (Eigenschreibweise THE FILM) ist das erste Videoalbum des japanischen Popmusik-Duos Yoasobi, welches am 23. März 2022 über Sony Music Entertainment Japan veröffentlicht wurde.
Auf zwei Blu-ray-Discs wurden die beiden Streamingkonzerte Keep Out Theater und Sing Your World sowie eine Aufzeichnung des zweiten Konzerttages des Konzertes Nice to Meet You aus dem Nippon Budōkan. Als weiteres Bonusmaterial ist eine ausgedehnte Version der Dokumentation über das Duo aus der Musik-Fernsehsendung Jōnetsu Tairiku auf der zweiten Blu-ray-Disc zu finden.
THE FILM erreichte Platz eins der Blu-ray-Charts und den Musik-DVD und Blu-ray-Charts von Oricon.

## Hintergrund und Veröffentlichung
Im Zuge der COVID-19-Pandemie konnten in Japan lange Zeit keine Konzerte vor Publikum ausgetragen werden. Konzerte wurden stattdessen vor leeren Kulissen gespielt und diese im Internet als Livestreaming-Event zugänglich gemacht. So spielten Yoasobi am 14. Februar des Jahres ihr allererstes Konzert unter dem Titel Keep Out Theater im Shinjuku Milano in Tokio, welches zum Zeitpunkt des Events noch eine Baustelle war.
Yoasobi gingen im gleichen Jahr eine Zusammenarbeit mit der Kette Uniqlo ein und spielten im Zuge dessen am 4. Juli ihr zweites Konzert Sing Your World im Uniqlo City in Tokio, welche auf dem YouTube-Kanal des Duos gestreamt und 280.000 Zuschauern weltweit angesehen wurde. Am 1. Oktober gleichen Jahre wurde zeitgleich mit der Ankündung der EP The Book ein zweitägiges Konzert unter dem Titel Nice to Meet You für den 4. und 5. Dezember im Nippon Budōkan bekannt gegeben. Dieses Konzertwochenende fand erstmals vor Publikum statt und war mit 14.000 Besuchern ausverkauft.
Am 26. Januar 2022 wurde mit THE FILM das erste Videoalbum für den 23. März gleichen Jahres angekündigt. Das Videoalbum umfasst zwei Blu-ray-Disc in einer Buchbinder-Aufmachung und enthält visuelle Aufzeichnungen der Konzerte Keep Out Theater, Sing Your World sowie vom zweiten Konzerttag des Konzertes Nice to Meet You. Als visuelles Bonusmaterial ist auf der zweiten Blu-ray eine ausgehnte Version der Dokumentation über Yoasobi der Musikfernsehsendung Jōnetsu Tairiku des Senders MBS TV. Zudem lag dem Album ein Fotobuch als zusätzliches Material bei.
Um für die Veröffentlichung des Videoalbums zu werben, veröffentlichte das Duo vier Aufzeichnungen verschiedener Lieder aus den auf dem Album befindlichen Konzerten. Das erste Video wurde am 15. Februar 2022 auf der Plattform YouTube hochgeladen. Dabei handelt es sich um die Aufführung des Liedes Ano Yume o Nazottes aus dem Konzert Keep Out Theater. Dem folgte am 1. März das Live-Video zum Lied Gunjō, welches während des Sing-Your-World-Konzerts aufgezeichnet wurde. Eine Woche später erschienen Live-Aufnahmen der Lieder Moshi mo Inochi ga Egaketara und Tsubame, die während des Konzertes Nice to Meet You aufgezeichnet wurden.

## Titelliste
| Disc 1: Yoasobi 1st Live Keep Out Theater        |                                                            |       |
| 1                                                | Ano Yume o Nazotte                                         | 4:26  |
| 2                                                | Halzion                                                    | 3:23  |
| 3                                                | Tabun                                                      | 4:22  |
| 4                                                | Haruka                                                     | 4:13  |
| 5                                                | Kaibutsu                                                   | 3:47  |
| 6                                                | Encore                                                     | 4:36  |
| 7                                                | Yoru ni Kakeru                                             | 4:48  |
| 8                                                | Gunjō                                                      | 4:08  |
| Disc 1: UT × Yoasobi Online Live Sing Your World |                                                            |       |
| 9                                                | Sangenshoku                                                | 4:09  |
| 10                                               | Halzion                                                    | 3:18  |
| 11                                               | Mō Sukoshi Dake                                            | 3:16  |
| 12                                               | Tabun                                                      | 4:18  |
| 13                                               | Kaibutsu                                                   | 4:09  |
| 14                                               | Encore                                                     | 4:45  |
| 15                                               | Yoru ni Kakeru                                             | 4:25  |
| 16                                               | Haruka (mit der Schul-Brassband der Ōsaka-Tōin-Oberschule) | 4:02  |
| 17                                               | Gunjō (mit der Schul-Brassband der Ōsaka-Tōin-Oberschule)  | 4:31  |
| Disc 2: Yoasobi Live at Budōkan Nice to Meet You |                                                            |       |
| 1                                                | Ano Yume o Nazotte                                         | 4:36  |
| 2                                                | Taishō Roman                                               | 2:52  |
| 3                                                | Halzion                                                    | 3:18  |
| 4                                                | Sangenshoku                                                | 4:34  |
| 5                                                | Mō Sukoshi Dake                                            | 4:39  |
| 6                                                | Haruka                                                     | 4:10  |
| 7                                                | Tabun                                                      | 4:24  |
| 8                                                | Moshi mo Inochi ga Egaketara                               | 3:33  |
| 9                                                | Yoru ni Kakeru                                             | 4:24  |
| 10                                               | Kaibutsu                                                   | 4:08  |
| 11                                               | Yasashii Suisei                                            | 3:43  |
| 12                                               | Encore                                                     | 4:41  |
| 13                                               | Tsubame                                                    | 3:53  |
| 14                                               | Gunjō                                                      | 6:34  |
| 15                                               | Loveletter (encore)                                        | 3:49  |
| Disc 2: Dokumentation                            |                                                            |       |
| 16                                               | Jōnetsu Tairiku (ausgedehnte Version)                      | 49:44 |

## Erfolg
THE BOOK verkaufte innerhalb der ersten Verkaufswoche nach der Veröffentlichung knapp 21.000 Einheiten, wodurch das Videoalbum Platz 1 der Blu-ray-Charts und den Music-DVD-und-Blu-ray-Charts von Oricon einsteigen konnte. Laut Oricon-Künstlerarchiv konnte sich das Videoalbum über 40 Wochen in den Blu-ray-Charts halten.